# Constantin (asociat)
Symbatios (855 - 879), rebotezat Constantin, a fost un prinț bizantin, fiul lui Vasile I Macedoneanul și al Mariei. În 869, a fost numit co-împărat, dar a murit în 879, moarte ce l-a demoralizat pe tatăl său.